# كريم فخراوي
عبد الكريم علي أحمد فخراوي المعروف باسم كريم فخراوي (ولد في 1962 - توفي في 12 أبريل 2011) المؤسس المشارك لجريدة الوسط الشيعية المعارضة. توفي أثناء احتجازه من قبل السلطات البحرينية في ظروف غامضة. يعتبر ثاني شخص من وسائل الإعلام يقتل خلال احتجاجات عام 2011.

## الشخصية
كان كريم فخراوي مسلم شيعي فارسي (عجم) عاش في المنامة. كان عضوا في جمعية الوفاق الوطني الإسلامية الشيعية المعارضة أثناء الاحتجاجات في البحرين. شارك في تأسيس جريدة الوسط في عام 2002 وكانت الحكومة قد حظرتها لمحاولتها ضرب الاستقرار والأمن في البحرين ونشر المعلومات الكاذبة التي قوضت الصورة الدولية للبلاد وسمعتها.

## السيرة
كان كريم فخراوي أحد مؤسسي صحيفة الوسط الشيعية المعارضة وهي الصحيفة المعارضة الوحيدة في البحرين. فازت الوسط بعدة جوائز متعددة مثل جائزة اليونيسيف الإقليمية لوسائل الإعلام الإلكترونية، وصنفتها مجلة فوربس الشرق الأوسط في المركز الخامس عشر في قائمة أقوى صحف الشرق الأوسط على شبكة الإنترنت. كان فخراوي صاحب مكتبة فخراوي للكتب الجامعية. كان عضوا في جمعية الوفاق الشيعية المعارضة.

## الوفاة

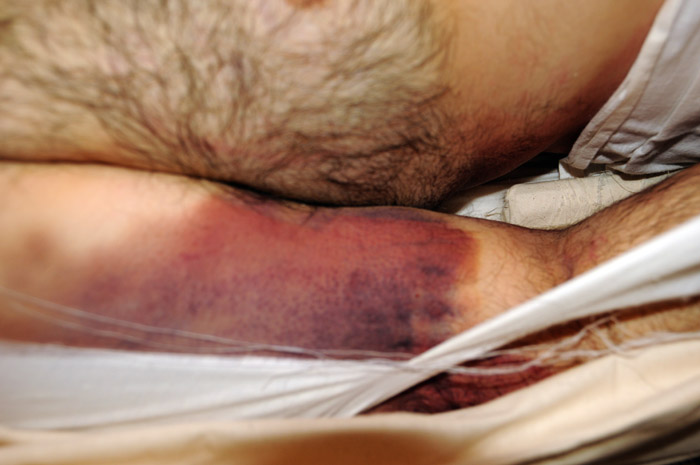

أخذ فخراوي إلى الحجز في 5 أبريل 2011 عندما كان ذاهبا إلى مركز الشرطة لتقديم شكوى بخصوص محاولة الشرطة هدم بيته. اتهم بتعمد تلفيق الأخبار المزيفة من قبل السلطات البحرينية. احتجز فخراوي لمدة أسبوع واحد قبل وفاته وكان أحد الخمس أشخاص الذين لقوا حتفهم بسبب التعذيب أثناء وجودهم في عهدة الشرطة المحلية. قالت الشرطة البحرينية لوسائل الإعلام أن كريم توفي نتيجة الفشل الكلوي ولكن الصور التي تسربت في وقت لاحق كشفت عن وجود كدمات وتشير إلى وحشية تعذيب الشرطة له. تم اكتشاف الأدلة أثناء عملية الدفن عندما تم إزالة ملابسه وقد تم توثيق علامات التعذيب له ونشرت الصور.

## السياق
في 14 فبراير 2011 بدأ جزء من شعب البحرين في الاحتجاج ضمن الموجة المعروفة باسم الربيع العربي. الاحتجاجات العارمة في البحرين كانت تتكون أغلبها من الشيعة والقليل من السنة ضد الحكومة الأقلية السنية. منذ 15 فبراير 2011 قتل أكثر من 80 متظاهر مناهض للحكومة بما في ذلك أربعة متظاهرين كانوا في حوزة الشرطة وقت وفاتهم. جمعية الوفاق المناهضة للحكومة أدرجت أنه تم اعتقال 453 متظاهر ولكن المتحدث الرسمي باسم الجمعية يعتقد أن العدد يصل إلى نحو 600 شخص اعتقلوا من قبل الحكومة.

## التأثير
كان زكريا العشيري أول من يقتل أثناء الاحتجاجات وفخراوي ثاني صحفي يقتل والشخص الرابع الذي يقتل أثناء احتجازه لدى الحكومة. ردا على الصحفيين الاثنين اللذان قتلا دعت إيرينا بوكوفا المديرة العام لليونسكو إلى إجراء تحقيق تبحث في أسباب الوفاة. بعد سنة واحدة قتل أحمد إسماعيل حسن الذي كان يعمل صحفي مواطن ويقوم بتحميل أشرطة الفيديو أصيب بالرصاص أثناء الاحتجاج ومات.

## ردود الفعل
نقل جثمان فخراوي إلى منطقة الحورة وعندما نزعوا عنه ملابسه لتغسيله اكتشفوا علامات تعذيبه ونشروا فيديو وصور توثق جراحه الناتجة عن التعذيب إلى شبكة الإنترنت.